# اولیتس
اولیتس (به آلمانی: Uelitz) یک شهر در آلمان است که در لودویگسلوست-پارشیم واقع شده‌است. اولیتس ۴۴۶ نفر جمعیت دارد.